# Ángel Alonso Díaz-Caneja
Ángel Juan Alonso Díaz-Caneja (Puebla de Zaragoza, Puebla; 31 de enero de 1963) es un político mexicano, miembro del Partido Acción Nacional, ha sido diputado local, diputado federal y senador por Lista Nacional.
Es médico cirujano por el Instituto Tecnológico y de Estudios Superiores de Monterrey y tiene una maestría en Ciencias Políticas con especialidad en Sistema Político Mexicano por la Benemérita Universidad Autónoma de Puebla. Además cuenta con un Diplomado en Gerencia Política y Proyectos de Cambio por la Universidad George Washington. 
De 1993 a 1994 fungió como Secretario del Comité Directivo Municipal en Puebla del PAN, de 1994 a 1997 fue presidente del Comité Municipal del PAN en Puebla de Zaragoza, y entre 1998 a 2001 fue presidente del Comité Directivo Estatal del PAN en Puebla, ha sido en dos ocasiones diputado al Congreso de Puebla, de 1996 a 1999 y de 2002 a 2003, en 2003 fue elegido diputado federal plurinominal a la LIX Legislatura y en 2006 senador plurinominal para el periodo que concluyó en 2012.
De igual manera, ha sido Delegado Permanente de México ante el Parlamento Centroamericano (PARLACEN)
En 2013 era Senador de la República por el Estado de Puebla y Presidente de la Comisión de Relaciones Exteriores Organismos Internacionales.
Posteriormente, en 2014 Ángel Alonso obtuvo el título de consejero vitalicio gracias a sus 20 años de militancia.